# La Versanne
La Versanne là một xã trong tỉnh Loire miền trung nước Pháp.